# Kasteel Baer

Wapen van Baer

Het Kasteel Baer of Bahr was een kasteel ten noorden van het Gelderse gehucht Bahr in de gemeente Zevenaar. Hertog Karel van Gelre liet het in 1495 met de grond gelijk maken. 

## Geschiedenis

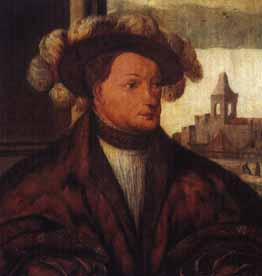
Karel van Gelre

De oudste vermelding van het kasteel komt uit het jaar 1272 wanneer ene Frederic van Baer verhuist van het kasteel Rheden naar de heerlijkheid Baer. In 1380 wordt het kasteel als Gelders leen vermeld, door huwelijk kwam het geslacht Lathum in bezit van de heerlijkheid. In 1438 is er voor het eerst sprake van een kasteel. Bahr en Lathum waren tot 1471 twee aparte heerlijkheden maar werden dat jaar verenigd. Dankzij de 
Gelderse hertog hadden de heren van Bahr hun gebied kunnen uitbreiden. Toch kozen de heren van Bahr de kant van keizer Maximiliaan I, dit tot grote verbittering van Karel van Gelre. In 1495 werd het kasteel bezet gehouden door de Bourgondisch-gezinde Jan van Egmond. Het kasteel werd ingenomen en verwoest door hertog Karel met assistentie van Jacob van Bronckhorst en de steden Zutphen en Doesburg. Het kasteel werd zes weken onophoudelijk beschoten waarbij een toren volledig in puin geschoten werd evenals een groot gedeelte van de ringmuur. De aanvallers wisten uiteindelijk door een list op Hemelvaartsdag een aantal mannen binnen de muren te krijgen. Daarop gaf Johan van Egmond zich over. Hertog Karel gaf meteen na de capitulatie opdracht aan Zutphense en Doesburgse metselaars het kasteel met de grond gelijk te maken.

### Heerlijkheid
Het gericht van de bannerij bestond uit een ambtman en twee gerichtslieden. De heer bezat het recht van criminele justitie. In criminele en breukzaken trad een advocaat-fiscaal op. Omdat de omgeving van Bahr en Lathum slechte wegen had en last van hoogwater, werden gerichten vaak in Arnhem of Zutphen gehouden. Lamoraal van Egmont kreeg de heerlijkheid in 1557 in zijn bezit, maar verkocht de heerlijkheid in 1562 voor 74.000 gulden door aan Jacob van Bronckhorst. Via de Bronckhorsten raakte het goed door vererving uiteindelijk in handen van de heren van Westerholt. De heerlijkheid werd ten slotte met alle bijbehorende rechten in het jaar 1735 door de Staten van Gelre en Zutphen gekocht van Johan Frederik van Westerholt tot Hackfort en toen opgedragen aan de Gelderse rekenkamer.

### Restanten
In 1897 werden muurresten aangetroffen, en een deel van een onderaardse gang. In 1923 werden enkele fundamenten gevonden. In 1926 werd het fundament van een hoekmuur aangetroffen onder water. Ten noorden van de Bandijk ter hoogte van Bahr ligt een kolk. Mogelijk is de kolk een klein stukje van de voormalige slotgracht.